# Bataille de Highbury
La Bataille de Highbury est le nom donné au match de football entre l'équipe d'Angleterre et l'équipe d'Italie le 14 novembre 1934 au stade d'Highbury à Londres. L'Angleterre remporta ce match d'une rare violence 3-2.
Dès la deuxième minute de jeu, l'Italien Luis Monti est victime d'une fracture au pied contraignant l'Italie, championne du monde quelques mois plus tôt, à jouer le reste du match à 10 contre 11 puisqu'à cette époque les remplacements n'étaient pas autorisés. L'Angleterre inscrivit alors trois buts lors de la première période par Ted Drake et un doublé d'Eric Brook face à des Italiens enragés à la suite du traitement de Luis Monti. L'Anglais Eddie Hapgood eut le nez cassé, Ray Bowden fut blessé au genou, Ted Drake fut frappé et Eric Brook eut un bras fracturé. Le score aurait pu être encore plus élevé si Brook n'avait pas raté un penalty.
La deuxième mi-temps fut en faveur des Italiens plus expérimentés et Giuseppe Meazza inscrivit deux buts.

## Feuille de match
| 14 novembre 1934          | Angleterre                | 3 - 2 | Italie          | Highbury, Londres                            |                                              |
| Historique des rencontres | Brook 3e, 10e · Drake 12e |       | Meazza 58e, 62e | Spectateurs : 56 044 Arbitrage : Otto Olsson | Spectateurs : 56 044 Arbitrage : Otto Olsson |
| Historique des rencontres | (Rapport)                 |       |                 | Spectateurs : 56 044 Arbitrage : Otto Olsson | Spectateurs : 56 044 Arbitrage : Otto Olsson |

|  | Titulaires : 1 Frank Moss 2 George Male 3 Eddie Hapgood (c) 4 Cliff Britton 5 Jack Barker 6 Wilf Copping 7 Stanley Matthews 8 Ray Bowden 9 Ted Drake 10 Cliff Bastin 11 Eric Brook Entraîneur : |  |  | Titulaires : 1 Carlo Ceresoli 2 Eraldo Monzeglio 3 Luigi Allemandi 4 Attilio Ferraris (c) 5 Luis Monti 6 Luigi Bertolini 7 Enrique Guaita 8 Pietro Serantoni 9 Giuseppe Meazza 10 Giovanni Ferrari 11 Raimundo Orsi Entraîneur : Vittorio Pozzo |

| Angleterre | Italie |